# Babefphite
La babefphite est un minéral phosphaté rare de formule générale BaBePO4(F,OH). Le nom donné rappelle sa composition : Ba pour baryum, Be pour béryllium, F pour fluor, et P (avec le h) pour phosphore. Son symbole IMA est Bbf.

## Structure cristalline
La babefphite est tétragonale, ce qui signifie que, sur le plan cristallographique, elle contient deux axes horizontaux égaux et interchangeables (a1 et a2) et un axe longitudinal (c). Elle appartient au groupe de points 4/m 2/m 2/m, ce qui signifie qu'elle possède quatre axes horizontaux de symétrie double, dont deux coïncident avec les axes cristallographiques (a1) et (a2) et les deux autres avec un angle de 45° par rapport à (a1) et (a2).

## Propriétés optiques
La babefphite est un minéral anisotrope, ce qui signifie que la vitesse de la lumière qui traverse le minéral varie selon l'angle du trajet. En comparaison avec le baume du Canada, elle présente un relief positif modéré, une propriété optique qui compare l'indice de réfraction du minéral à celui d'un autre matériau. Cette différence de relief peut indiquer que la lumière est courbée vers le minéral. Étant donné sa couleur blanche visible à l'œil nu, il est probable que la babefphite apparaisse transparente en section mince sous la lumière polarisée plane. Du fait de sa nature anisotrope, la babefphite peut présenter une faible birefringence, une propriété optique qui dépend de la direction dans laquelle la lumière traverse le minéral. De plus, elle peut également présenter un faible pléochroïsme, un phénomène optique se manifestant par un changement de couleur lorsque la lumière polarisée est tournée, dû à une absorption différente des rayons de lumière extraordinaire et ordinaire. Enfin, la babefphite est également faiblement biréfringente, une propriété optique qui est déterminée par la direction de la lumière traversant le minéral.

## Gisements
Décrite pour la première fois en 1966 pour une occurrence venant du gisement russe de fluorine et de métaux rares d'Aunik, en république de Bouriatie, Sibérie orientale, elle a également été recensée dans la pegmatite de Rožná dans la région de Vysočina, en Moravie, en République tchèque.
Dans le gisement sibérien, elle se forme dans des matériaux résiduels au-dessus de skarns contenant des terres rares associées à des corps intrusifs alcalins. Elle se produit avec du zircon, de l'ilménorutile, de la fluorine, de la phénacite, de la scheelite, de la bertrandite, de l'albite, du microcline et du quartz.